# 圣德雷泽里
圣德雷泽里（法語：Saint-Drézéry，法語發音：[sɛ̃ dʁezeʁi]）是法国埃罗省的一个市镇，属于蒙彼利埃区。

## 地理
圣德雷泽里（43°44'0"N, 3°58'56"E）面积10.47 平方千米，位于法国奧克西塔尼大區埃罗省，该省份为法国南部沿海省份，南濒地中海，西南接奥德省，西北接塔恩省和阿韦龙省，东北与加尔省接壤。
与圣德雷泽里接壤的市镇（或旧市镇、城区）包括：蒙托、博略、卡斯特里、圣让德科尔尼、叙萨尔格。

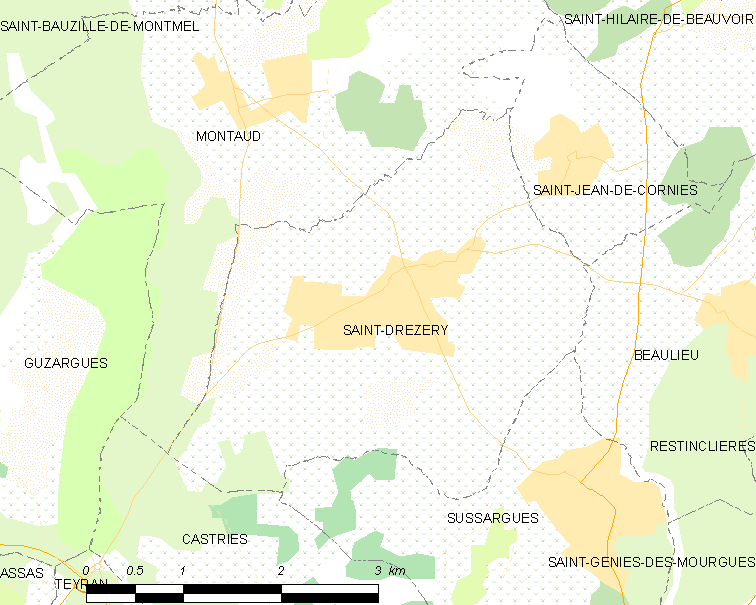
圣德雷泽里的OSM定位图

圣德雷泽里的时区为UTC+01:00、UTC+02:00（夏令时）。

## 行政
圣德雷泽里的邮政编码为34160，INSEE市镇编码为34249。

## 政治
圣德雷泽里所属的省级选区为勒克雷斯县。

## 人口

1962-2008年间圣德雷泽里人口变化图示

圣德雷泽里于2022年1月1日时的人口数量为2952人。